# De Club van Sinterklaas: De Generale
De Generale is een muziekspecial uit de televisieserie De Club van Sinterklaas. Er zijn tot op heden twee afleveringen geproduceerd die ook op dvd werden uitgebracht.

## Vaste personages
- Coole Piet Diego
- Testpiet
- Muziekpiet
- Profpiet

Presentatie:

- Generale 1: Huispiet
- Generale 2: Coole Piet Diego

De reeks speciale afleveringen kent geen vaste presentatie.

## Editie 1 (2005)

### Opzet
Als voorbereiding op het Grote Feest van Sinterklaas organiseren de Pieten van de Club van Sinterklaas een groots optreden op kleine schaal. Met enkele danspieten en een vleugje improvisatie komt de Generale tot stand: gepresenteerd door Huispiet mogen de Clubpieten elk een liedje opvoeren voor een bescheiden Pietenpubliek.

### Tracklisting
1. De streken van tante Toets (intro) - Koorpiet Louisa
2. Zie ginds komt de stoomboot - Testpiet
3. Pieten voor altijd - Coole Piet en Testpiet
4. Hop, hop, hop - Profpiet
5. Sinterklaasje komt maar binnen met je knecht - Coole Piet
6. Zwarte Pieten blues - Muziekpiet
7. Ik ben verliefd - Testpiet
8. Oh la la la - Profpiet
9. De zak van Sinterklaas - Muziekpiet
10. De streken van tante Toets (outro) - Coole Piet

## Editie 2 (2007)

### Opzet
Wanneer de Pieten van de Club van Sinterklaas opnieuw een klein optreden willen uitvoeren, blijken de Pietendanseressen en het publiek te ontbreken. Hoge Hoogte Piet en Profpiet kijken toe hoe Coole Piet, Testpiet, Muziekpiet en Hulppiet op geheel eigen wijze een optreden verzorgen. Hoewel de speciale aflevering eigenlijk titelloos is, is de opzet bijna gelijk aan die van de eerste Generale.

### Tracklisting
1. Sinterklaas medley - Coole Piet
2. Wie moet ik nou kiezen? - Testpiet
3. Alle Pieten jumpen - Muziekpiet
4. Sinterklaas is jarig - Hulppiet
5. Slaapliedje - Coole Piet
6. 5 december - De Club van Sinterklaas